# Alessandro Attene
Alessandro Attene (Recanati, 10 settembre 1977) è un ex velocista italiano, che ha ottenuto ottimi risultati, a livello di manifestazioni internazionali, sia sui 200 che sui 400 metri piani.

## Biografia
Semifinalista, sui 400 metri, ai Giochi olimpici di Sydney 2000, ottenne nei quarti di finale il tempo di 45"35, che costituisce la 9ª prestazione italiana di ogni epoca, ma non seppe ripetersi in semifinale, dove fu eliminato. Il 45"35 fatto al mattino, se ripetuto in semifinale, gli avrebbe valso la qualificazione alla finale con il 6º tempo. La finale venne successivamente vinta dallo statunitense Michael Johnson.

## Palmarès
| Anno | Manifestazione          | Sede             | Evento      | Risultato  | Prestazione | Note  |
| ---- | ----------------------- | ---------------- | ----------- | ---------- | ----------- | ----- |
| 1994 | Gymnasiadi              | Nicosia          | 200 m piani | Bronzo     |             |       |
| 1997 | Europei under 23        | Turku            | 200 m piani | Argento    | 20"68       | [ 2 ] |
| 1997 | Mondiali                | Atene            | 200 m piani | Batteria   | 20"92       |       |
| 1999 | Universiade             | Palma di Maiorca | 4×100 m     | Bronzo     | 39"31       |       |
| 2000 | Giochi olimpici         | Sydney           | 400 m piani | Semifinale | 46"41       | [ 3 ] |
| 2001 | Mondiali indoor         | Lisbona          | 200 m piani | Semifinale | 21"49       |       |
| 2001 | Mondiali                | Edmonton         | 400 m piani | Batteria   | 46"56       |       |
| 2005 | Giochi del Mediterraneo | Almería          | 200 m piani | Argento    | 20"97       | [ 4 ] |
| 2005 | Giochi del Mediterraneo | Almería          | 4×100 m     | Oro        | 39"13       | [ 4 ] |

## Campionati nazionali
- 1 volta campione nazionale nei 200 metri (2004)[5]
- 2 volte campione nazionale nei 200 metri indoor (2002, 2003)[6]

## Altre competizioni internazionali
1998
- Bronzo in Coppa Europa ( San Pietroburgo), 200 metri - 20"69[7]

2000
- Argento in Coppa Europa ( Gateshead), 400 metri - 46"71[7]